# Ruger Red Label
La Ruger Red Label fue una escopeta superpuesta producida por Sturm, Ruger & Co. bajo la dirección de William B. Ruger.

## Historia
Cuando la Browning Superposed entró al mercado en 1931, los cazadores estadounidenses rápidamente apreciaron la idea de una escopeta superpuesta. Al contrario de las tradicionales escopetas con cañones yuxtapuestos que tenían problemas con el punto de mira y el retroceso, una escopeta con cañones puestos uno encima del otro ofrece una sola línea de puntería y un retroceso más ligero. La Superposed fue la primera escopeta superpuesta producida en masa. Para la década de 1970, la Browning Superposed de fabricación belga y otras escopetas superpuestas importadas de Europa se habían vuelto tan costosas que estaban fuera del alcance de la mayoría de tiradores estadounidenses, además de no haber escopetas superpuestas de fabricación estadounidense con precios menores.
La Red Label fue introducida en 1977 en calibre 20 con un cañón de 660 mm a un precio de $480.00 (equivalente a $2.074,95 en 2018). En aquel entonces, la escopeta Remington Modelo 3200 era la única otra escopeta superpuesta de calidad producida en Estados Unidos al doble de precio. La Red Label fue un éxito entre los tiradores estadounidenses debido a su costo, fiabilidad y sencillez. Se mantuvo en producción por más de tres décadas. En 1979, Ruger empezó a ofrecerla también en calibre 12 y finalmente una versión de menor tamaño en calibre 28 (1994). El diseño nació del deseo de William B. Ruger de producir en Estados Unidos escopetas superpuestas de calidad que compitan con las escopetas europeas. Para lograr esto y poner la calidad a la par de las escopetas europeas manufacturadas, Ruger invirtió en maquinaria costosa para el emprendimiento.

## Diseño
La Red Label originalmente tenía el cajón de mecanismos pavonado. Los modelos posteriores tenían un cajón de mecanismos de acero inoxidable y cañones forjados. El tirador podía elegir el cañón que dispararía a través de un selector montado en la empuñadura. Los primeros modelos usualmente tenían estranguladores fijos, pero la mayoría de escopetas Red Label producidas desde mediados de la década de 1980 tienen una sección roscada en el ánima para enroscar estranguladores de diversos propósitos. La culata y el guardamanos son de nogal americano con acabado al aceite, teniendo ambos cuadrillados cortados a máquina.
Estaba disponible con culata inglesa recta o con empuñadura tipo pistola. El patrón del cuadrillado cambió varias veces durante su producción. Ruger ofrecía diversas variantes de la Red Label, inclusive la Woodside. Introducida en 1995 y producida hasta 2002, la Red Label Woodside tenía culata y guardamanos de nogal del Cáucaso, con la primera cubriendo los lados del cajón de mecanismos. Ruger también ofreció una versión "All-Weather" de la Red Label, con cañones de acero inoxidable, culata y guardamanos de polímero negro. Por un costo adicional, el grabado manual de la escopeta era ofrecido por varios maestros grabadores.
En 1999, por el 50 aniversario de Ruger, Sturm & Co., se produjeron versiones conmemorativas de la Red Label en varios calibres, decoradas con grabados de diversas aves e incrustradas con oro de 24 kt.
La Red Label fue principalmente destinada como una escopeta para cazar aves acuáticas, piezas menores, así como para tiro al plato.

## Críticas
Las críticas a la Red Label incluían quejas sobre su peso, pobre balance al rastrear un blanco en vuelo, pobre encaje del metal en la madera de algunos ejemplares y bandas de ventilación sueltas. A muchos tiradores no les gustaba el seguro automático (que podía ser desactivado en la fábrica si el propietario lo solicitaba). 

## Declive de la producción
Hacia 2010, el precio de la Red Label ascendió a $1.899 y la producción se redujo a solamente 1.323 escopetas. Aunque concebida inicialmente como una accesible alternativa estadounidense de calidad a las costosas escopetas europeas manufacturadas, la competencia de marcas importadas se incrementó sustancialmente. Ruger cesó la producción de la Red Label en 2011.

## Rediseño
Ruger reintrodujo una Red Label rediseñada en 2013, aunque solo en calibre 12. La nueva versión es más ligera y tenía mecanismos refinados, un nuevo centro de gravedad y menor retroceso. Estas mejoras fueron diseñadas para incrementar el confort y el desempeño de la escopeta al disparar, además de aligerarla para facilitar su transporte en el campo. Según Ruger, la nueva Red Label de calibre 12 tiene un centro de gravedad redistribuido para facilitar el rastreo de un blanco en movimiento. También tenía dos conos de forzamiento, cañones con recámara ensanchada y una cantonera acolchada Pachmayr para reducir el retroceso. El precio de venta sugerido de la nueva Red Label era de $1.399, que era aproximadamente $500 menos que el precio de venta sugerido original al momento de cesar su producción. La reducción del precio se logró agilizando los procesos de producción, reduciendo así el costo de producción de la escopeta.

## Producción final
En enero de 2015, Ruger descontinuó la Red Label de su línea de productos, citando la incapacidad de obtener las ganancias proyectadas. Por lo tanto, Ruger ya no produce esta escopeta. En 2017, Ruger todavía vendía accesorios y estranguladores para la Red Label.